# فاضل براهامی
فاضل براهامی (عربی: محمد براهامي؛ زادهٔ ۲۷ ژوئن ۱۹۷۸) بازیکن فوتبال اهل فرانسه بود.
از باشگاه‌هایی که در آن بازی کرده‌است می‌توان به باشگاه فوتبال لو آور اشاره کرد.
وی همچنین در تیم ملی فوتبال الجزایر بازی کرده‌است.